# Dimmelo tu perché/Fantasma
Dimmelo tu perché/Fantasma è un 45 giri di Fiordaliso pubblicato dalla Emi Italiana nel 1992.

## Dimmelo tu perché
Dimmelo tu perché fu composto da Franco Ciani e Fio Zanotti. Fu presentato in alcune puntate del Cantagiro e del Festivalbar per promuovere il nuovo album Io ci sarò. È l'ultimo lavoro della cantante piacentina con la Emi Italiana e quello di minor successo commerciale.

## Fantasma
Fantasma è il brano presente nel lato b del disco, scritto da Gianni Togni, Fio Zanotti e Franco Ciani; è stato inserito anch'esso nell'album Io ci sarò.

## Tracce
1. Dimmelo tu perché - 4:38
2. Fantasma - 3:58